# Carige combinata
Carige combinata là một loài bướm đêm trong họ Geometridae.